# Franco Bruno
Franco Bruno (né le 27 juin 1962 à Cosenza) est une personnalité politique italienne, membre de l'Alliance pour l'Italie.

## Biographie
Élu député en mars 2013, pour le Centre démocrate, sur une liste alliée au Parti démocrate, il s'inscrit, au sein du groupe mixte, et y est le seul représentant d'ApI, dans la composante Mouvement associatif des Italiens à l'étranger le 26 juin 2013.
Il est sénateur des XVe et XVIe législatures.